# Lisandro Magallán
Lisandro Magallán (ur. 27 września 1993 w La Placie) – argentyński piłkarz włoskiego pochodzenia występujący na pozycji środkowego obrońcy w meksykańskim klubie Pumas UNAM. Wychowanek Gimnasii La Plata, w trakcie swojej kariery grał także w takich zespołach, jak Boca Juniors, Rosario Central, Defensa y Justicia, Ajax, Deportivo Alavés, Crotone, Anderlecht i Elche. Młodzieżowy reprezentant Argentyny. Młodszy brat Santiago Magallána.